# Уровни ATM
Технология ATM предполагает межсетевое взаимодействие на трёх уровнях. Эти уровни схожи по своим функциям со стеком протоколов TCP/IP или моделью OSI/ISO. Каждый из них имеет свою структуру.

## Физический уровень
Физический уровень отвечает за согласование скоростей передачи по различным физическим средам. В отличие от эталонной модели взаимодействия открытых систем, где элемент физического уровня — бит информации, в ATM этим элементом является ячейка. К физическому уровню относится часть функций по обработке ячеек, образующая верхний подуровень физического уровня — Transmission Convergence Sublayer, TCS. Он определяет границы ячеек, вычленяя их из общего битового потока. Также отвечает за «незаметную» вставку пустых (служебных) ячеек в случае отсутствия нагрузки на сеть.
Нижний подуровень, Physical Medium Dependendent Sublayer, PMD, отвечает за взаимодействие с определённой физической средой передачи данных, линейные коды передаваемых символов, соединители, возможность использования существующих технологий.

## Уровень ATM
Ответственен за передачу ATM-ячеек. Объём заголовка АТМ незначителен относительно заголовков TCP/IP, что позволяет коммутаторам и маршрутизаторам обрабатывать его быстрее. Длина ячейки составляет 53 байта.
Сеть ATM имеет отличную от TCP/IP систему передачи информации. Уровень ATM организует маршрутизацию, обработку потоков ячеек, виртуальных каналов и т. п.

## Уровень AAL
Уровень адаптации ATM (ATM Adaptation Layer). На этом уровне определяются параметры связи, относящиеся к пользователям: категории обслуживания, приоритеты и др. Этот уровень прозрачен для сети ATM, то есть проблемы нижних уровней «не касаются» AAL.